# Cantón de Gendrey
El cantón de Gendrey era una división administrativa francesa, que estaba situada en el departamento de Jura y la región de Franco Condado.

## Composición
El cantón estaba formado por catorce comunas:
- Auxange
- Gendrey
- Le Petit-Mercey
- Louvatange
- Malange
- Ougney
- Pagney
- Romain
- Rouffange
- Saligney
- Sermange
- Serre-les-Moulières
- Taxenne
- Vitreux

## Supresión del cantón de Gendrey
En aplicación del Decreto nº 2014-165 de 17 de febrero de 2014, el cantón de Gendrey fue suprimido el 22 de marzo de 2015 y sus 14 comunas pasaron a formar parte del nuevo cantón de Authume.